# أيفيند أدلاند
أيفيند أدلاند (بالنرويجية البوكمول: Eivind Aadland)‏ هو عازف كمان وموسيقي نرويجي، ولد في 19 سبتمبر 1956 في برغن في النرويج.

## وصلات خارجية
- أيفيند أدلاند على موقع ميوزك برينز (الإنجليزية)
- أيفيند أدلاند على موقع أول ميوزيك (الإنجليزية)
- أيفيند أدلاند على موقع ديسكوغز (الإنجليزية)